# Пакистан
Пакистан, официално Ислямска република Пакистан (на урду: اِسلامی جمہوریہ پاكِستان, Islāmī Jumhūriyah Pākistān, на английски: Islamic Republic of Pakistan) е държава в Южна Азия, част от т. нар. Широк Близък изток. Със своите 241 милиона жители Пакистан е пета по население в света и втора след Индонезия по население сред мюсюлманските държави.
Страната граничи с Индия – на изток, Китай – на североизток и Афганистан и Иран – на запад. Тънкият и дълъг Вахански коридор отделя страната от Таджикистан. На юг страната има морска ивица, дълга 1046 km и граничи с Арабско море и Оманския залив. От стратегическа точка страната се намира между важните региони на Южна Азия, Централна Азия и Близкия изток.
Пакистан е федеративна парламентарна република, включваща четири провинции и четири федерални територии. С население от над 222 милиона души страната се нарежда на 5-о място в света и е втората най-многолюдна мюсюлманска държава в света към 2020. Пакистан се отличава с етническо, културно и географско разнообразие. Икономиката ѝ е 27-а в света по паритет на покупателната способност, но страната продължава да се причислява към развиващите се държави. Големи проблеми продължават да бъдат тероризмът, неграмотността и ширещата се бедност. Пакистан е единствената мюсюлманска ядрена сила, има осмите по големина въоръжени сили и е стратегически съюзник на САЩ и Китай. Членка е на ООН, Британската общност и Г-20.

## Етимология
Името Пакистан е съставено от първите букви на мюсюлманските области Пенджаб, Афгания (северозападна провинция) и Кашмир и персийското „стан“ (страна, място), като в същото време „пак“ означава и „чист“ на персийски и урду.

## История

### Древност и ранна история
Суверенната държава Пакистан съществува от 14 август 1947, придобивайки независимост от Британска Индия. Историческото наследство на Пакистан обаче е изключително богато, и датира от най-дълбока древност. Земите около бреговете на река Инд, които днес в по-голямата си част се намират на територията на Пакистан, са били постоянно населени отпреди 2 милиона години, и тук при разкопки са открити едни от най-старите селища на Индийския субконтинент. Редица древни цивилизации са се зародили именно на територията на днешен Пакистан.
Археологически разкопки на древното селище Мехргарх, датиращо най-късно от 7000 г. пр.н.е., откриват доказателства за земеделие и животновъдство, както и зъболекарска дейност. Тогавашните жители са обитавали кирпичени къщи, складирали са зърното в хамбари, изработвали са сечива от мед, отглеждали са ечемик, пшеница, овце, говеда. По-късно, към 5600 пр.н.е., тези хора се научили да произвеждат мъниста, да извайват фигури от камък, да обработват различни метали, усвоили и други занаяти. Мехргарх е бил обитаван постоянно до около 2600 пр.н.е., когато климатът станал прекалено сух, и тази цивилизация се изместила към долината на река Инд. където друга цивилизация вече е била в ранните етапи от развитието си. Цивилизацията, развила се впоследствие в долината на река Инд, в апогея си обхваща огромни територии – от Арабско море до днешен източен и южен Афганистан, днешен югоизточен Иран и Хималаите; на тази територия са живели близо 5 милиона души, разпръснати в стотици различни по големина селища. Сред тях се открояват Мохенджо-Даро, Калибанган и Лотал.
В началото на второто хилядолетие пр.н.е., в региона навлизат индоевропейски племена от Централна Азия или степите на днешна южна Русия. Те се заселват покрай реките Кабул и горен Ганг. Така се дава началото на Ведическата цивилизация, която просъществува близо 1000 години, след което започва да се разлага поради настъпили културни, езикови и политически промени. Ведическата цивилизация полага основите на индуизма, тогава са сътворени и химните от Ригведа, които са едни от най-старите религиозни текстове в света.
Територията на днешен Пакистан влиза в състава на Ахеменидската държава при Управлението на Дарий Велики, и в продължение на 20 години е най-богатата сатрапия на империята. Персийското влияние е причина за разпространението на арамейската азбука в този регион. През IV век Александър Велики, по време на своята мащабна военна кампания, побеждава раджа Пор в битката при Хидасп (326 пр. Хр.) Това е една от последните значителни победи на Александър, и скоро след това войниците му се разбунтуват и отказват да продължат настъплението си към Индия. Заедно с това по поречието на река Инд започват да се заселват гърци, с което се осъществява контакт между елинистическата и ведическата култури. След смъртта на Александър империята му е разпокъсана от диадохите, един от които е Селевк I Никатор. Той създава Селевкидското царство, от което през 250 пр. Хр. се отцепва голямо Гръко-бактрийско царство. Развива се гръко-будистка култура.
До 300 година сл. Хр. регионът попада под влиянието на индийци, китайци, перси, парти, римляни, индо-гърци и индо-скити. Между IV и VII век източната част от днешен Пакистан попада под контрола на Гупта, а останалата част се превръща във васална територия или е завладяна от Сасанидското царство. През VI век има интензивни нашествия на бели хуни, които в днешен северен Пакистан основават своя държава с център град Сакала (дн. Сиалкот). От VIII век Пакистан е част от държавата на бенгалската династия Пала, която до края на века отстъпва голяма част от тези територии на Арабския халифат.

### Мюсюлмански империи
Към X век Пакистан бива завладян от Газнавидската империя, чиято управляваща династия е от тюркски произход. Тя просъществува до 1187 година, когато военачалникът Мохамед Гори отвоюва Лахор от газнавидите. Наследниците на Мохамед Гори основават Делхийски султанат през 1206 година. Султанатът бива управляван от няколко несвързани помежду си тюркски династии – Мамелюкска (1211 – 1290), Халджи (1290 – 1320), Тухлак (1320 – 1413), Саид (1414 – 1451) и Лодхи (1451 – 1526). Политическата независимост и неутралност на султаната стават причина из цялата страната да се развие търговията и да се появяват много нови градове. Най-голямото постижение на Делхийския султанат е устояването на Монголското нашествие през XIII век, въпреки загубата на някои територии, вкл. Афганистан и западен Пакистан. След нашествието на Тимур Делхийският султанат отслабва и през 1526 става владение на моголския цар Захиредин Бабур. Бабур, наследник на тимуридите с произход от дн. Узбекистан впоследствие основава могъщата Моголска империя.
Апогея на развитието си Моголската империя достига по времето на Акбар Велики. Тогава се отбелязва значителен културен, социален и икономически напредък, белязан от строителството на множество храмове и дворци, религиозна и етническа толерантност и обвързването на Моголските първенци с местните махараджи. В началото на XVIII век Моголската империя започва да упада, и различни региони на територията на днешен Пакистан обявяват независимост. Сформиралите се впоследствие Дуранска и Сикхска империи просъществуват по няколко десетилетия, след което поетапно попадат под европейски колониален контрол.

### Стремеж към независимост
Цялата територия на днешен Пакистан е част от Британска Индия до средата на XIX век. Основна роля в управлението играе Британската източноиндийска компания. Периодът Британски Радж започва от 1858, когато компанията се закрива и териториите стават пряко владение на британската корона в лицето на кралица Виктория (която през 1876 е провъзгласена за императрица на Индия). Британците прилагат принципа „разделяй и владей“ на целия Индийски субконтинент.
През 1877 година се създава Централна Национална Мохамеданска Асоциация, стремяща се към увеличаване на политическите правомощия на мюсюлманите в Индия, чиято общност понася тежък удар след Сипайския метеж от 1857 година. Организацията обаче запада към края на XIX век. Индийският национален конгрес не спечелва доверието на мюсюлманската общност. През 1906 се основава Всеиндийската ислямска лига, в чиято програма не се говори за независима държава, а само за опазване на правата и идентичността на мюсюлманската общност и запазване на хармонията с индийското немюсюлманско население. Заради насилие между различните секти на исляма впоследствие Лигата променя целите си и става по-агресивна. Една от основните точки от устава обаче остава „запазване на лоялността към Британската власт“. През 1913 към Лигата се присъединява Мохамед Али Джина, който до този момент е член на Индийския национален конгрес. През 1927 и 1928 британците правят неуспешни опити да убедят Лигата и Конгреса да постигнат съгласие върху обща конституция на Индия, като Лигата настоява за по-голямо представяне на мюсюлманите в обществените институции.
През 1930 след редица подобни несъгласия Мохамед Икбал прави обръщение на конгрес на Лигата, в което призовава за обособяване на независима мюсюлманска държава. Изненадващо, през 1937 година Лигата губи в мюсюлманските провинции по време на общите избори. Джина окончателно оформя теория за две отделни нации и аргументира обособяването на отделна от Индия държава. На 23 март 1940 в бенгалското народно събрание е прокарана резолюция на Лигата, която отхвърля възможността за съюз с Индия при евентуална независимост. Въпреки несъгласието на Ганди Индия да бъде разделяна, консенсус с ръководството на Мюсюлманската лига не е постигнат. В крайна сметка Великобритания се вижда принудена с Акта за независимост от 1947 да даде независимост на две отделни държави, като ги провъзгласява за доминиони: Пакистан и Индия стават съответно Пакистански доминион на 14 август 1947 и Индийски съюз на 15 август 1947. Административната подялба на Пенджаб и Бенгал от страна на британците обаче се развива впоследствие в мащабен конфликт, продължаващ до днес.

### Независим Пакистан
Между 1947 и 1971 страната е разделена на два отделни региона – Западен и Източен Пакистан. Само година след независимостта разликите между двата региона започват да стават очевидни. Мохамед Джина обявява урду за единствения официален език на страната през 1948, което предизвиква протести в Източен Пакистан, където най-говореният език е бенгалският. Усилващите се протести през 1950-те години принуждават централната власт на наложи военен режим през 1958 година.
Президент на военния режим става фелдмаршал Аюб Хан, който започва сближаване с ООН и Запада. Пакистан се присъединява към два военнополитически блока – Багдадския пакт (СЕНТО) и СЕАТО. През 1965 споровете около принадлежността на Кашмир довеждат до Индо-пакистанска война, която завършва без победител и териториални промени. Междувременно Аюб Хан предава властта на генерал Яхия Хан, който обещава да се проведат избори през 1970 година. По време на изборния процес Източен Пакистан е засегнат от циклон, който убива 500 000 души. Въпреки тази мащабна трагедия изборите са проведени докрай, а резултатите показват забележителни разлики между Източен и Западен Пакистан. На запад една от най-влиятелните партии става Пакистанската народна партия на Зулфикар Али Бхуто, а на изток на широка популярност се радва гражданското движение на Шейх Муджибур Рахман.
Рахман организира гражданско неподчинение на централната власт, а последвалите преговори между Рахман, Яхия и Бхуто не дават резултат. Западнопакистанската армия решава да прекрати протестите и неподчинението със сила, и започва масови арести и акции срещу източнопакистански военни, полицаи, политици и студенти в Дака. Операцията прераства в партизанска война, а Индия обявява подкрепата си за освободителното движение. Във войната загиват между 300 000 и 3 000 000 души, а краят ѝ идва на 27 март 1971 година, когато Източен Пакистан обявява независимост под името Бангладеш. През декември избухва кратък конфликт с Индия заради участието ѝ във войната, който завършва с поражение за Пакистан. Заради неуспеха генерал Яхия Хан подава оставка, а Зулфикар Али Бхуто става президент и военен ръководител на 20 декември 1971.
Между 1971 и 1977 се установява демокрация. В същото време Индия започва разработката на атомно оръжие, което принуждава Бхуто да събере всички академични светила в страната, за да се започне пакистанска програма в отговор на индийските усилия. През 1977 се провеждат избори и Народната партия печели, но резултатът е оспорен от опозицията. По-късно правителството е свалено с военен преврат от Мохамед Зиаул-Хак, а Зулфикар Али Бхуто е екзекутиран. Военното положение продължава до 1985 година. До 1999 отново са на власт демократични правителства на Беназир Бхуто и Наваз Шариф, а през 1998 година Пакистан успешно тества ядрено оръжие. През 1999 Шариф издава заповед за уволняване на генерал Первез Мушараф от поста началник-щаб, но генералите от армията се обявяват против това решение. С бърз преврат генерал Мушараф сваля Шариф от власт и става държавен глава на Пакистан. Мушараф започва икономически реформи, които се увенчават с успех, но положението в обществото продължава да е нестабилно. Пакистан се включва на страната на САЩ във войната срещу тероризма и още през 2001 година изпраща хиляди войници в региона Уазиристан в търсене на Осама бин Ладен. През 2008 след политическа криза се провеждат демократични избори.

## Държавно устройство

### Дипломатически мисии в България
- 2009 – Каусар Ахсан Икбал
- 2007 – 2009 – Хюмайра Хасан
- 2006 – Санаулах

### Въоръжени сили
Пакистанските въоръжени сили са на седмо място в света по численост с 617 000 души редовен персонал. Основните клонове са сухопътни войски, военноморски флот и военновъздушни сили, към които се прибавят редица полувоенни формирования и Националната командна организация, под чийто контрол е ядреният арсенал на страната. Основните военни партньори са САЩ и Китай, които са и основни оръжейни доставчици на Пакистан. Страната често провежда съвместни учения с Народната освободителна армия на Китай.
Пакистанската армия е професионална организация с 617 000 души на редовна служба и 513 000 в резерв. В извънредни условия държавата има право да налага наборна служба, но до такава мярка не е било прибягвано.
Пакистан за първи път влиза в сражения през 1947 година срещу войските на Индия с цел налагане на контрол върху спорния регион Кашмир. Оттогава насам страната участва в общо 4 конфликта с Индия, а през 1961 година отблъсква афганистанско гранично нападение. Пакистански доброволци се включват и на страната на арабите по време на Шестдневната война и Войната Йом Кипур. По време на съветската инвазия на Афганистан пакистанската противовъздушна отбрана сваля няколко съветски самолета, прелетели над пакистанска територия, и осигурява въздушна поддръжка на муджахидините. Към днешна дата (2011) армията води сражения срещу талибаните в северозападната част на страната. Пакистански войски участват в десетки мироопазващи мисии на ООН и играят ключова роля в евакуирането на щатските войски от Могадишу през 1993 година.

## География
Пакистан има територия от 796 095 km2, което приблизително се равнява на площта на Великобритания и Франция, взети заедно. В света се нарежда на 36-о място по площ, между Мозамбик и Турция. Страната има 1046 km брегова линия на Арабско море и 6774 km обща дължина на държавните граници, от които 2430 km с Афганистан, 523 km с Китай, 2912 km с Индия и 909 km с Иран. Географските координати на Пакистан са 23° до 37° северна ширина и 61° до 78° източна дължина. Много малки области се намират на север от 37-ия и на запад от 61-вия градус.
От геологическа гледна точка по-голямата част от Пакистан се намира върху Индийската тектонична плоча, а част от западните региони и Белуджистан са върху Евразийската плоча. Провинцията Азад Кашмир се намира на ръба на двете плочи, което е причина в тази част от страната често да има много силни земетресения.

### Природни региони
Вечни снегове
На север високите вериги на Хималаите при Каракорум и Хиндукуш образуват планинска преграда. Върховете им, едни от най-високите в света, са покрити с вечни снегове. Тези вериги са почти непроходими, с изключение на определени участъци като прохода Болан или този в Хайбар, които свързват Пакистан и Афганистан. Хайбар е познат в историята, като път, по който враговете нахлуват в Пакистан.
Белуджистан
На запад се намира една друга по-ниска, планинска преграда – масива на Белуджистан, който обхваща плата и падини с езера и балата. В тези земи хората преживяват от полуномадско животновъдство (отглеждат овце и кози). Климатът е силно безводен.
Долината на Инд
На изток и на юг се простират двете обширни равнини Пенджаб и Синд, напоявани от река Инд. В плодородните земи на Пенджаб стотици метри наноси са довлечени от петте реки: Инд и четирите и притока отляво (Джелум, Ченаб, Рави, Сутледж).
Синд и делтата
Равнината Синд е образувана от долината на Инд и делтата ѝ. Климатът тук е сух и горещ – летният мусон духа рядко, а пустинята Тар е съвсем наблизо. Синд също би била пустиня, ако не е напоявана от водите на Инд чрез многобройни деривационни канали. Там се отглеждат ориз, захарна тръстика и просо.

## Население
Населението на Пакистан към 2011 година е 177 100 000 души и поставя страната на шесто място в света след Бразилия и преди Бангладеш. Демографския ръст е 2,03% и този показател я нарежда на първо място в Асоциация за регионално сътрудничество в Южна Азия. Очаква се населението на Пакистан да достигне 210,13 млн. през 2020 година, а през 2045 да се удвои. През 1947 година населението на Пакистан е било 32,7 млн. души. От 1990 до 2006 населението се е увеличило с 57,2%. През 2030 година се очаква Пакистан да задмине Индонезия и да стане най-голямата мюсюлманска държава в света. Пакистан е държава с младо население – 104 млн. души са под 30 години. Продължителността на живота е средно 65,4 години при жените и 63,6 при мъжете. Повече от 60 езика се говорят в Пакистан, включително и диалектните. Английският също е официален език в Пакистан, като най-вече се използва в бизнеса, правителството. Местният диалект е познат като пакистански английски
Народностен състав:
- Пенджабци: 44,68%;
- Пущуни: 15,42%;
- Синдхи: 14,1%;
- Сераики: 10,53%;
- Мухаджири: 7,57%;
- Белуджи: 3,57%;
- Други: 4,66%.

## Икономика
Пакистан е бързо развиваща се държава и е една от следващите единадесет, които заедно с БРИКС имат най-висок потенциал да станат най-големите икономики на XXI век. Пакистан е аграрно-индустриална страна. Около 44% от заетите са в селското стопанство и около 60% от населението живее в селските райони. Отглеждат се пшеница, ориз, захарна тръстика, тютюн, картофи, цитруси, фъстъци и др. Страната осигурява за населението необходимите зърнени храни и е сред водещите производители на памук в света, суровина за местната добре развита текстилна индустрия. Животновъдството е слабо развито – предимно едър рогат добитък, овце, кози, камили. Селското стопанство се сблъсква с редица екологични проблеми и природни бедствия – осоляване и изтощаване на почвите, големи суши, катастрофални наводнения. В Пакистан има малко големи градове. Лахор е главен промишлен и търговски център на северната част на страната, а Хайдарабад е център на тежката индустрия в Южен Пакистан. Карачи е главното пристанище на Арабско море и най-многолюдният пакистански град. Основните промишлени отрасли са добив на нефт, природен газ и хром, нефтопреработване, металургия, машиностроене, хранително-вкусова и текстилна промишленост.
Експорт
Износът на Пакистан се е увеличил от 7,5 милиарда щ.д. през 1999 до 18 милиарда щ.д. през 2008. Изнасят се основно ориз, памук, облекло, мебели, мрамор, кожени изделия. В Пакистан се сглобяват и изнасят коли на Suzuki за околните страни. Пакистан е най-големият производител и износител на цимент в региона.
Най-големият външнотърговски партньор на Пакистан е Европейският съюз, който получава повече от 35% от износа на страната. Следват САЩ с 22% от износа.
Импорт
Вносът на Пакистан за 2007 е на стойност 30,5 милиарда щ.д. Основната част от него са петролни продукти. Внасят се също така индустриално и строително оборудване, компютри, фармацевтични продукти, стомана и други.
Парична единица
Националната валута е пакистанската рупия. Най-голямата купюра е с номинал 5000 рупии, в обращение са още банкноти от 5, 10, 20, 50, 100, 500 и 1000 рупии.